# Критишинська сільська рада
Критишинська сільська́ ра́да (біл. Крытышынскі сельсавет) — колишня адміністративно-територіальна одиниця у складі Іванівського району Берестейської області Білорусі. Адміністративним центром було село Критишин.

## Історія
Сільська рада ліквідована 26 червня 2013 року, територія та населені пункти увійшли до складу Рудської сільської ради.

## Склад
Населені пункти, що підпорядковувалися сільській раді станом на 2009 рік:
| Населений пункт | Тип  | Населення, осіб (2009) |
| --------------- | ---- | ---------------------- |
| Бошня           | село | 18                     |
| Гневчиці        | село | 359                    |
| Загута          | село | 24                     |
| Заруддя         | село | 58                     |
| Критишин        | село | 519                    |
| Морози          | село | 1                      |
| Рагодощ         | село | 180                    |
| Радовня         | село | 262                    |

## Населення
За переписом населення Білорусі 2009 року чисельність населення сільської ради становила 1421 особа.

### Національність
Розподіл населення за рідною національністю за даними перепису 2009 року:
| Національність | Осіб | Відсоток |
| -------------- | ---- | -------- |
| білоруси       | 1359 | 95,64 %  |
| українці       | 32   | 2,25 %   |
| росіяни        | 28   | 1,97 %   |
| поляки         | 1    | 0,07 %   |
| татари         | 1    | 0,07 %   |
| Разом          | 1421 | 100 %    |